# La Veuve Couderc
Cet article concerne le roman. Pour le film, voir La Veuve Couderc (film). Pour le nom, voir Couderc.
Pour les articles homonymes, voir La Veuve.
La Veuve Couderc est un roman policier de Georges Simenon paru en 1942 aux éditions Gallimard.
Le roman évoque deux personnages profondément éloignés l’un de l’autre par l’origine et le caractère, qui trouvent dans la frustration qu’ils ont subie un rapprochement que la passion fera éclater. Il se déroule à Le Gué-de-Saulnois, village entre Saint-Amand-Montrond et Montluçon (Allier) en 1942.
Simenon achève l'écriture de ce récit deux ans avant sa parution, puisque le manuscrit porte en fin du roman la note suivante : « Nieul-sur-Mer, le 1er mai 1940 ».

## Résumé
Libéré après cinq ans de prison, Jean est engagé comme valet de ferme par Tati, surnom de la veuve Couderc. Celle-ci, entrée à quatorze ans comme servante chez Couderc, mariée à dix-sept au fils de la famille et veuve de bonne heure, a pris la direction de la maison. Elle y vit seule avec le père Couderc, vieil amorti dont elle soulage à l'occasion les besoins érotiques, et qui lui assure en retour la mainmise sur la ferme. Les sœurs Couderc, hostiles, tentent vainement de la lui reprendre. 
Jean, traité comme un fils par cette femme autoritaire qui lui accorde volontiers ses faveurs, se sent apaisé et compris pour la première fois. Mais il est bientôt ressaisi par son passé que lui rappelle indirectement une injure lancée par la jeune Félicie. Son procès lui revient à l'esprit : fils d'un gros distillateur de la région, il a eu une enfance dorée, mais sans affection familiale. Étudiant à Paris, ses besoins d'argent pour satisfaire les caprices d'une femme l'ont conduit à un assassinat que son avocat a plus ou moins camouflé en accident. Le voici de nouveau angoissé. 
Une dispute plus violente que les autres éclate entre les sœurs Couderc et Tati, gravement blessée à la tête, est contrainte de garder le lit plusieurs semaines. Jean la soigne et s'occupe seul des travaux de la maison, cependant qu'il se rapproche peu à peu de Félicie. Tati, enlaidie par la maladie et craignant que Jean lui échappe, sent grandir en elle une atroce jalousie amoureuse. Le jeune homme réussit néanmoins à tromper sa vigilance et fait de Félicie sa maîtresse. Cependant, un jour que la jeune fille n'est pas venue, la veuve Couderc l'amène à avouer sa liaison. Excédé par les supplications et les reproches de cette femme malheureuse, Jean l'assomme à coups de marteau.

## Thèmes du roman
On retrouve des thèmes dans l'œuvre de Simenon comme le canal (La Maison du canal, Le Charretier de la Providence, L'Écluse n°1) ; l'omniprésence (Le Bourgmestre de Furnes), voire ici l'omnipotence des femmes (les hommes ne sont que des personnages falots comme le vieux Couderc, sans morale comme le fils de Tati, ou velléitaire comme son cousin) ; le thème de la liberté (L'Homme qui regardait passer les trains), mais contrairement à ce roman le héros passe ici de la liberté totale et sans but à l'enfermement ; une famille désargentée autrefois dans l'opulence (L'Affaire Saint-Fiacre, La Maison du canal) où les conflits autour de l'argent prennent une place prépondérante dans les milieux aisés comme dans les milieux plus simples. 
La distance entre Jean et le monde n'est pas sans rappeler celle de Meursault de L'Étranger d'Albert Camus. André Gide dira que sans en avoir l'air Simenon va plus loin que Camus dans le sens où l'étrangeté au monde du héros s'inscrit dans une logique et un parcours plus complexe et plus humain.
L'histoire resserrée dans le temps et l'espace est aussi focalisée sur les rapports de Tati et de Jean, deux personnages que tout sépare : l'âge 45 ans pour Tati, 28 pour Jean, le milieu social : Jean est le fils d'un riche industriel, la culture : Tati est quasiment illettrée, leur vision du monde : alors que Jean est un être rêveur et contemplatif, Tati a les deux pieds bien sur terre. Seule leur commune solitude les a fait se reconnaître lors de leur rencontre dans le bus.
Félicie, l'amante de Jean, telle le fruit défendu dans le jardin d'Éden (Tati aurait accepté toutes les femmes sauf celle-là), est celle qui va rompre la torpeur bienfaisante dans laquelle vit le héros et qui va provoquer la crise, comme Edmée dans La Maison du canal. Les rêves de Jean autour d'une vie future avec Félicie se heurteront à la réalité comme Mr. Hire avec Alice.

## Personnages
- La veuve Couderc, surnommée « Tati ». Fermière. Veuve, un fils (parti en Afrique). La quarantaine.
- Jean Passerat-Monnoyeur, célibataire, 28 ans.
- Le vieux Couderc, beau-père de Tati.
- Françoise et Amélie, belles-sœurs de Tati .
- Félicie, nièce de Tati, mère célibataire, environ 16 ans.

## Éditions
- Édition originale : Gallimard, 1942
- Folio Policier, n° 235, 2001  (ISBN 978-2-07-042112-1)
- Tout Simenon, tome 23, Omnibus, 2003  (ISBN 978-2-258-06108-8)
- Romans, tome I, Gallimard, Bibliothèque de la Pléiade, n° 495, 2003   (ISBN 978-2-07-011674-4)
- Romans durs, tome 5, Omnibus, 2012  (ISBN 978-2-258-09359-1)
- Romans durs, tome 5, Omnibus, 2023  (ISBN 978-2-258-20262-7)

## Adaptation cinématographique
- 1971 : La Veuve Couderc, film français de Pierre Granier-Deferre, adaptation tirée du roman homonyme, avec Simone Signoret et Alain Delon dans les rôles principaux.

## Source
- Maurice Piron, Michel Lemoine, L'Univers de Simenon, guide des romans et nouvelles (1931-1972) de Georges Simenon, Presses de la Cité, 1983, p. 108-109  (ISBN 978-2-258-01152-6)